# Karol Mecherzyński
Karol Mecherzyński (ur. 4 stycznia 1800 w Krakowie, zm. 9 sierpnia 1881 w Krakowie) – polski pisarz, profesor historii literatury na Uniwersytecie Jagiellońskim.

## Życiorys
Urodził się jako syn Mateusza Mecherzyńskiego herbu Nowina, profesora Liceum św. Anny i prefekta drukarni uniwersyteckiej, oraz Heleny z Żeromskich, ciotecznej babki Stefana Żeromskiego.
Był profesorem języka polskiego i łaciny w liceum św. Barbary, potem św. Anny. W latach 1850–1867 był profesorem historii literatury polskiej na Uniwersytecie Jagiellońskim. W 1867 objął zarząd biblioteki uniwersyteckiej. Był członkiem Towarzystwa Naukowego Krakowskiego. Od 1873 roku był członkiem Akademii Umiejętności.
Pochowany został na cmentarzu Rakowickim w Krakowie, w grobowcu rodzinnym, w kwaterze Ra.
Najważniejsze dzieła:

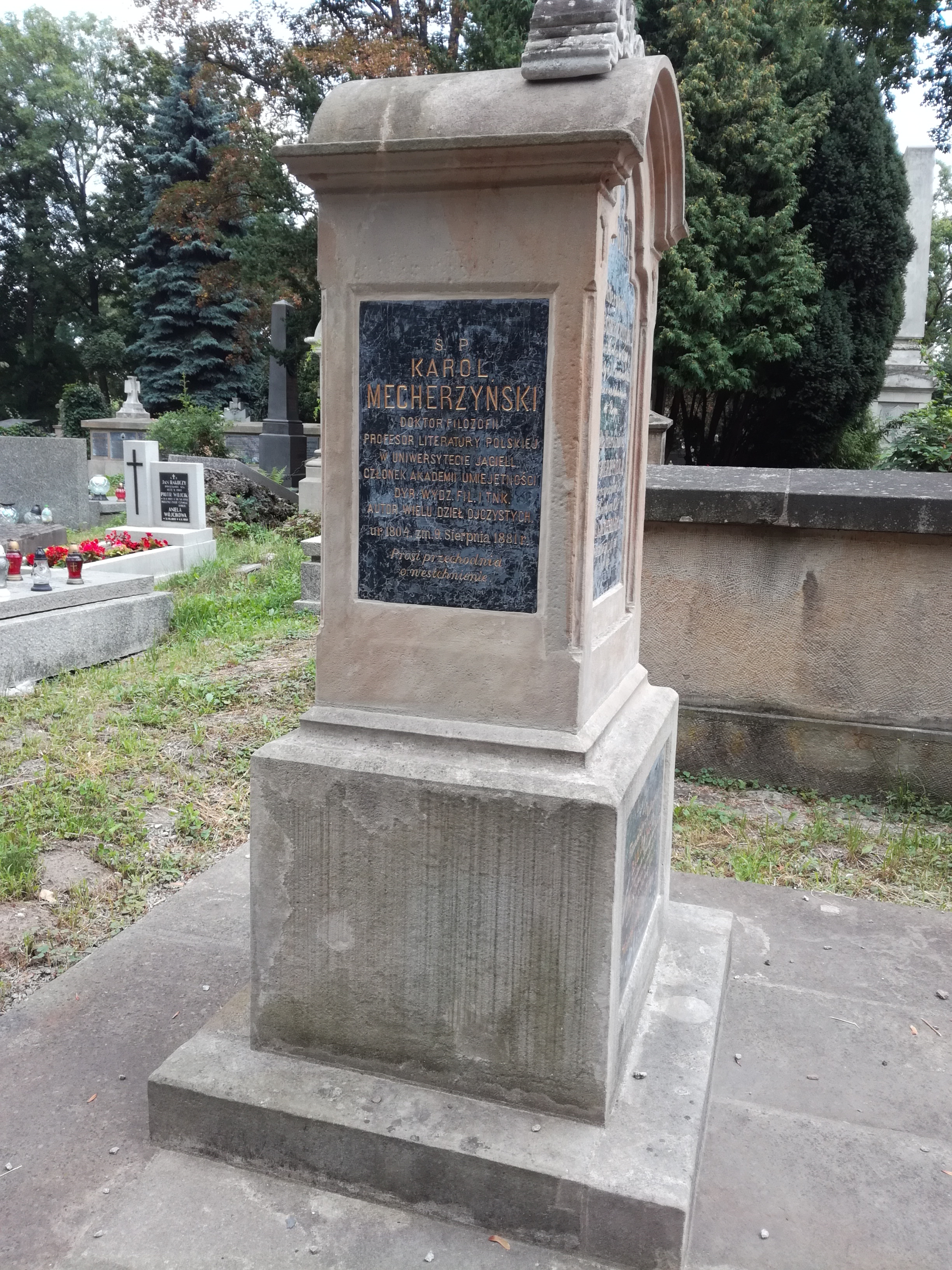
Grób Karola Mecherzyńskiego na cmentarzu Rakowickim

- Świadectwa uczonych kraiowych i postronnych o kwitnącym stanie nauk w Polsce w wiekach dawniejszych[5], Kraków, 1828;
- Historya języka łacińskiego w Polsce[6], Kraków, 1833;
- Prawidła pisania[7], Kraków 1841;
- Historya języka niemieckiego w Polsce[8], Kraków, 1845;
- O magistratach miast polskich a w szczególności miasta Krakowa[9], Kraków, 1845;
- Historya wymowy w Polsce: Tom 1, Kraków, 1856, Tom 2[10], Kraków, 1858, Tom 3[11], Kraków, 1860;
- Stylistyka czyli nauka obejmująca prawidła dobrego pisania : do użytku młodzieży szkolnej, Kraków, 1870;
- Stylistyka, czyli Nauka obejmująca prawidła dobrego pisania : do użytku młodzieży szkolnej[12], Kraków, 1870.
- Wypisy polskie dla szkół męskich i żeńskich z najcelniejszych pisarzy krajowych[13], Kraków, 1877;

Przetłumaczył na polski Roczniki czyli kroniki sławnego Królestwa Polskiego Jana Długosza wydane w Krakowie w latach 1863–1887.